# 伯克拉湖
63°24′S 57°0′W / 63.400°S 57.000°W
伯克拉湖（瑞典語：Boeckella），是南極洲的湖泊，位於葛拉漢地的特里尼蒂半島，處於霍普灣以南0.6公里，由瑞典探險隊發現和命名，現時由南極條約體系管理。